# والکور، کبک (شهرک)

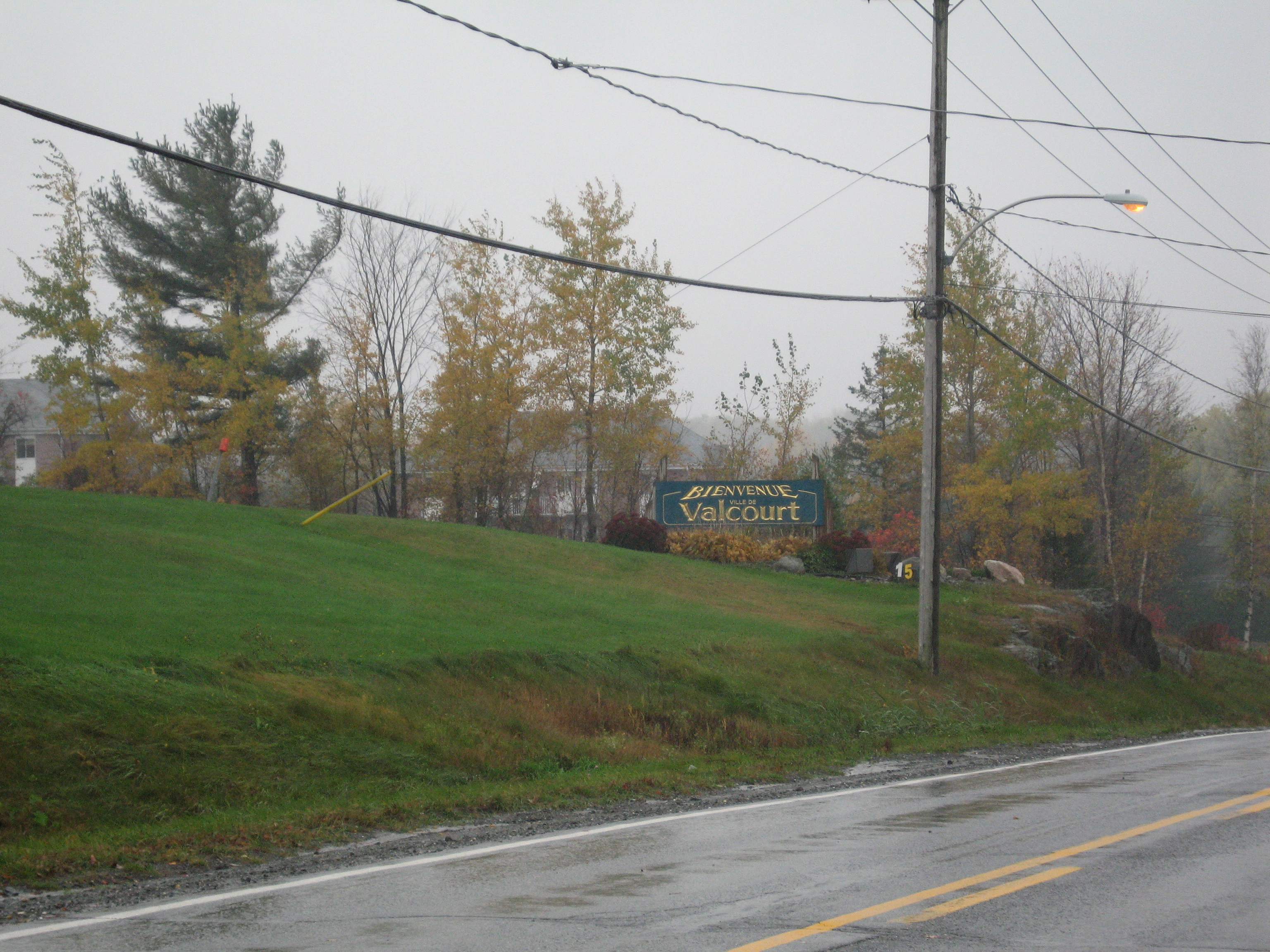
تابلوی خوش‌آمدگویی ورود به والکور (به زبان فرانسوی)

والکور (به فرانسوی: Valcourt) شهرکی در منطقه شهری لو وال-سن-فرانسوا ناحیه استری در استان کبک کانادا است. در سرشماری سال ۲۰۱۱ این شهرک ۲٬۴۲۴ نفر جمعیت داشته‌است و مساحت آن ۵٫۱۷ کیلومتر مربع است.